# Jorge Ortiz de Pinedo
Jorge Ortiz de Pinedo Pallás (Ciudad de México, 26 de marzo de 1948) es un actor, comediante, director, productor, presentador y guionista mexicano. Ha participado en más de 100 obras de teatro, 30 películas, 35 telenovelas y 15 series de comedia de situación para Televisa y Univisión, como Dr. Cándido Pérez, "Cero en Conducta", "La escuelita de Jorge, VIP", "Humor es... Los Comediantes", "Al ritmo de la noche", "La casa de la risa" y desde hace 15 años Una familia de diez; donde interpreta a Plácido López Turrubiates.

## Datos biográficos

### Primeros años
Hijo de los actores Óscar Ortiz de Pinedo (cubano) y Lupita Pallás (mexicana). Tuvo dos hermanos: Óscar y Laila ya fallecida. Miembro de una familia dedicada a las artes escénicas, actores, músicos, cantantes, escritores, directores de escena, escenógrafos y empresarios. Después de que sus padres realizaron una gira por Colombia por un tiempo, regresaron a la Ciudad de México, y la madre del actor dio a luz, durante los disturbios de 1948, conocidos como El Bogotazo, la compañía en la que trabajaban se deshizo, perdieron todo, pues el teatro donde trabajaba su padre, don Oscar, se incendió. No pudieron registrar a su hijo, pues las embajadas de Cuba y de México cerraron, debido a la violencia que prevalecía, y no había oficina de gobierno que diera fe del nacimiento del niño. Lógicamente, sus padres salieron de Colombia atravesando Los Andes antes del nacimiento del actor. Tiempo después, se fueron de vacaciones a Caracas, Venezuela, y embarcaron en La Guaira en un buque carguero, que los llevó hasta el puerto de  Veracruz, donde registraron a Jorge. Su niñez la pasó en la casa de sus abuelos maternos, don Salvador Pallás y doña Guadalupe Téllez, en la calle de Honduras # 17 interior 2, en el centro de la Ciudad de México junto a la famosa plaza Garibaldi, en el Barrio de la Lagunilla. Sus abuelos los cuidaron a él y a su hermano, mientras sus padres trabajaban en teatros de comedia y drama y teatros de revista y haciendo giras por el país, además de radionovelas, programas de televisión y actuaciones en el cine. Sus estudios de primaria los realizó en el Colegio Franco Inglés y en el The New American Continental School, y sus estudios de secundaria en el Instituto Juárez de Coyoacán, entre otras escuelas. Estudió también en la UNAM. Su debut como actor fue en el cine a los 8 años, en la cinta Dos angelitos negros. En televisión, debutó en Telesistema Mexicano, a los 10 años, en Teatro Familiar, de La Azteca, y su primera aparición en el teatro la realizó hasta los 14, en la comedía Qué familia, de la autoría de su padre.

### Primeras participaciones
A los 15 años, se separó de su familia y se fue a vivir solo, ganándose la vida en producciones teatrales y de televisión. Ya como un joven galán, inició su brillante carrera en la televisión con la serie Mamá, junto a María Douglas y Carlos Riquelme.
Su primer papel en una telenovela fue en El medio pelo, al lado de Magda Guzmán y Eric del Castillo.
Produjo, dirigió y protagonizó la comedia Dr. Cándido Pérez, historia original de Abel Santa Cruz, con la que alcanzó uno de los mayores éxitos de la televisión latinoamericana. Durante cuatro años tuvo una relación sentimental con Nuria Bages, la actriz que interpretaba a su esposa en la serie.

### Proyectos
Es el creador de Cero en conducta (198 programas) donde participó al lado varios artistas como Homero Ferruzca, Carlos Espejel, Gerardo Flores, María Alicia Delgado, Luz Elena González, Sheyla Tadeo, Erika Blenher, Lorena Álvarez, Rubén Cerda, Shamila Cohen, Paty Ardón, Anastasia Acosta, Mariela Roldán, Lourdes Deschamps, Miki Hernández, Luis Queli y las Ex-Garibaldi Luisa Fernanda y Noemí Palafox, La Escuelita VIP (50 programas), proyecto en el cual produjo, dirigió y trabajó con actores cómicos como Luis de Alba, Polo Polo, Rafael Inclán, Roxana Martínez, David Villalpando, Martha Ofelia Galindo, Mauricio Herrera, Vica Andrade, Isabel Madow, Luz Elena González, Chabelo, Lorena Herrera y Jorge Muñiz con invitados como Gilberto Gless y Omar Chaparro.
Creó también las siguientes series en donde fungió como productor, conductor y director de los programas Los comediantes (120 programas), Fábrica de Risas (140 programas), El Festival del Humor (200 programas). Produjo y condujo la exitosa revista cómico/musical Al ritmo de la noche, con más de 500 emisiones de tres horas, donde presentó a grandes figuras internacionales y nacionales, cantantes, grupos, ballets, orquestas, comediantes. Entrevistó a científicos, políticos, deportistas, inventores, escritores y presentó a algunas conductoras y actrices que a la postre se hicieron famosas: Sabine Moussier, Galilea Montijo y Luz Elena González, entre otras. Es el creador, productor, director de ‘’La casa de la risa’’ (150 programas) produjo y creó ‘’Hasta que la muerte los separe (100 programas) crea también el concepto de ‘’Juntos pero no revueltos’’ entre otros y su última creación para la televisión es Una familia de diez gran éxito que se sigue trasmitiendo en Las Estrellas, On demand, el extinto Blim y otras plataformas cuya última temporada saldrá entre 2025 y 2026.
Ha participado en 35 películas y alrededor de 30 telenovelas.

## Carrera

### Actor
- Médicos, línea de vida (2019)... Dr. Enrique Lara[2]
- Las buchonas (2019)... actor invitado
- Renta congelada (2017)... Padre de Federico
- Durmiendo con mi jefe (2013)... Gael Urrutia
- Dos hogares (2011-2012) Don Cristóbal Lagos / Chris Lakes
- Hasta que el dinero nos separe (2009-2010)... Don Rafael Santillana Medina
- Destilando amor (2007) tv actuación especial.
- Una familia de diez (2007 / 2022).... Plácido López
- La Hora Pico (2006) tv actor invitado.
- Feria Tabasco (2005) conductor anfitrión
- La Escuelita VIP (2004) tv productor, escritor, director y actor protagonista.
- La pareja + pareja de las estrellas (2004) tv.
- Qué bonita familia: Papá 2000 (2000) cine.
- XHDRBZ (2002) Jorgito del Mazo Geis. Voz de Doblaje
- Cero en conducta (1999) tv actor.
- Cuento de Navidad (1999) tv actor invitado.
- Humor es... los comediantes (1999) tv (Presentador).
- Derbez en cuando (1999) "Invitado Especial en el capítulo final del programa que trató sobre la muerte de la Gallina" tv.
- Cero en conducta (1999) (1999-2002) tv, productor, escritor, director y actor.
- Al ritmo de la risa (1998) productor y conductor anfitrión.
- Mi generación (1997-1998) actor invitado
- Pueblo chico, infierno grande (1997-1998)... Librado tv actor
- Las suegras (1977) tv actor.
- Revancha de mujer (1995) cine actor protagonista.
- Hasta que la muerte los separe (1994) tv, productor, director, escritor y protagonista.
- Televiteatros (1993)
- Cándido de día, Pérez de noche (1992) cine, director, adaptador y actor protagonista.
- Cándido Pérez, especialista en señoras (1991) cine, director, adaptador y actor protagónico.
- Papá soltero (1990) tv, actor invitado.
- Sabor a mí (1988) cine, actuación especial.
- El gran relajo mexicano (1988) cine, actor invitado.
- Alicia en el país del dólar (1988) cine, actor protagónico.
- Pero sigo siendo el rey (1988) cine, actuación especial.
- Escápate conmigo (1988) cine. Actor.
- Un toque de rock (1988) cine, actor.
- Dr. Cándido Pérez (1987) televisión, productor, director, escritor y protagonista.
- Chiquita pero picosa (1986)
- Mentiras (1986)
- Gavilán o paloma (1985)
- Dos mujeres en mi casa (1984)
- Una limosna de amor (1981)
- Y ahora ¿qué? (1980)... Jorge
- Al salir el sol (1980)... Felipe
- La Chicharra (1979) En el Capítulo "Entrevistas en plena luna de miel".
- La guerra de los pasteles (1979)
- El amor llegó más tarde (1979)
- La señorita Robles y sus hijos (1979)
- Acompáñame (1978)
- Gotita de gente (1978)
- Muñeca rota (1978)
- Barata de primavera (1975)
- Mundo de juguete (1974)
- Hogar dulce hogar (1974)
- El sinvergüenza (1971)
- El amor tiene cara de mujer (1971)
- La cigüeña sí es un bicho (1971)
- Los Beverly de Peralvillo
- Qué familia tan cotorra (1971)
- El Rabo Verde (1971)
- Las golfas (1969)
- Intriga (1968)
- Juventud divino tesoro (1968)
- Pueblo sin esperanza (1968)
- Felipa Sánchez, la soldadera (1967)... Juan
- Gente sin historia (1967)... Leopoldo
- El medio pelo (1966)... Cristóbal

### Director
- Dr. Cándido Pérez (2021)
- Renta congelada (2017)
- Una familia de diez (2007)
- ¡Qué madre tan padre! (2006)
- La escuelita VIP (2004)
- La casa de la risa (2003)
- Humor es... los comediantes (1999)
- Cero en conducta (1998)
- Hasta que la muerte los separe (1994)
- Juntos, pero no revueltos (1993)
- Cándido de día, Pérez de noche (1992)
- Cándido Pérez, especialista en señoras (1991)
- Dr. Cándido Pérez (1987)
- Juegos del destino (1981)

### Cine
- Gavilán o paloma
- Cándido de día y Pérez de noche
- Los Beverly de Peralvillo. Qué familia tan cotorra
- Sabor a mí
- Pero sigo siendo el rey
- Mentiras
- Las golfas
- El sinvergüenza
- La guerra de los pasteles
- Papá 2000
- Revancha de mujer
- Escápate conmigo
- Chiquita pero picosa
- Dos angelitos negros
- Especialista en señoras

### Productor
- Dr. Cándido Pérez (2021)
- Los González (2016)
- La CQ (2013-2014)
- Durmiendo con mi jefe (2013)
- Una familia de diez (2007)
- Fábrica de risas (2007-2009)
- Festival del humor (2006-2008)
- ¡Qué madre tan padre! (2006)
- Par de ases (2005)
- La casa de la risa 2000
- 50 años de la televisión mexicana
- Cero en conducta (1999)
- ‘’Festival OTI’’
- Al ritmo de la noche 1996-98
- Al ritmo de la risa
- La tía de las muchachas 1996 Productor, escritor y actor)
- Juntos pero no revueltos (Productor y actor invitado)
- Hasta que la muerte los separe (1994) (Productor, Escritor, Director y actor)
- Videoteatros: Vengan corriendo que les tengo un muerto (1993) Director y actor)
- Videoteatros: Vidita Salvaje (Vidita Negra) (1993) Director y actor)
- Los comediantes (Productor, Director, Conductor)
- Humor es... los comediantes
- Dr. Cándido Pérez (1987). Serie TV (productor)
- Dos mujeres en mi casa

### Teatro
- Una familia de diez (actor, director y productor)
- ‘’tic tac boom!’’ (actor-2013)
- Éxito a cualquier precio (director, productor-2013)
- ¡Qué familia! (actor)
- La locura de Don Juan (actor)
- Azado a la parrilla (actor)
- La mujer "X" (actor)
- Dueña y señora (actor)
- Vidita negra (actor)
- Los árboles mueren de pie (actor)
- Malditos (actor)
- Las golfas (actor)
- La casa de Doña Santa (actor)
- La verdad sospechosa (actor) CNT
- Luces de bohemia (actor) CNT
- Las tres hermanas (actor) CNT
- ‘’Cena de matrimonios’’ (actor, director y adaptador)
- Sé infiel y no mires con quien (actor)
- Cada quien su vida (actor)
- La pequeña cabaña|La pequeña choza (actor)
- Cuidado con el de los cuernos (actor)
- ‘’El baile” (actor y codirector)
- Las pompas de don Buenón (actor)
- La casa de salud S.O.S. (actor)
- Bésame imbécil (actor)
- Ah qué Luzbel (director)
- Ciao (actor)
- El infierno (actor)
- Las hijas de Don Tomás (actor)
- La camarada Cuzca (actor, director adaptador)
- Trampas para un amor (actor)
- Para ti es el mundo (actor)
- Joven, casto y sospechoso (actor)
- La Cenicienta (productor)
- ‘’Risitos de oro y los tres ositos’’ (productor)
- La Cámara y el pajarito (actor)
- El doctor espera nene (actor)
- Otra vez el diablo (actor, director)
- Amor al revés es Roma (actor)
- Ponga la basura en su lugar (director y productor)
- 10, El marido perfecto (actor)
- Mamá con niña (actor)
- Doble play (actor)
- Donde las dan las toman (actor y director)
- Pimienta picante (actor)
- Sé infiel y no mires con quién (actor)
- ‘’Un caradura’’ (actor)
- ‘’Aquiles’’(actor)
- ‘’Cleopatra era... nerviosa”l (actor)
- ‘’Boing Boing’’(actor, director y adaptador)
- ‘’Asesino’’ (actor)
- ‘’El sexo me da risa’’ (actor, director)
- Don Juan Tenorio (actor y productor)
- ‘’Los Ángeles de Charly”l (actor, director y productor)
- No hay cuarto para el amor (actor)
- Aló... aló... Número equivocado (actor, director y productor)
- No hay quinto malo (actor)
- La corbata (actor)
- Periplo (director)
- Chilangos (productor)
- Dos docenas de rosas rojas (actor, director y productor)
- Elena para los miércoles (actor)
- Nina (actor, productor, escritor y adaptador)
- La verdadera historia de Caperucita (actor)
- Sálvese quien pueda (actor, director y productor)
- Que no se entere el Presidente (actor, director, escritor, adaptador y productor)
- La noche de los capullos (actor, director, escritor, adaptador y productor)
- Tócame Chopin (actor)
- Batas blancas no ofenden (actor, director, escritor, adaptador y productor)
- Las tormentas no vuelven (productor)
- ¿De qué se ríen las mujeres? (actor, director y productor)
- El casado casa quiere (actor, director, escritor (adaptador) y productor
- Cero en conducta El Show (actor, director, escritor y productor)
- Doce hombres en pugna (actor y productor)
- Doce mujeres en pugna (productor)
- Todos eran mis hijos (productor)
- La güera Rodríguez (director, escritor (adaptador) y productor)
- El coleccionista (productor)
- Rain-man (productor)
- El juicio de Hidalgo (productor y actor)
- ‘’ Misery’’ (productor)
- Panorama desde el puente (productor)

### Productor teatral
- Las obras completas de William Shakespeare (Abreviadas)
- Misery
- La Güera Rodríguez
- Todos eran mis hijos
- Rain Man
- El coleccionista
- Panorama desde el puente
- Doce hombres en pugna
- Doce mujeres en pugna
- La Tempestad de William Shakespeare
- El Juicio de Hidalgo
- La historia de Gazapo
- Radio Patito
- Burbujas y el Mago de Oz
- Las aventuras de Tom Sawyer

## Premios y nominaciones
- Premios TVyNovelas

### Como actor
| Año  | Categoría              | Programa/Serie                 | Resultado |
| ---- | ---------------------- | ------------------------------ | --------- |
| 2012 | Mejor actor antagónico | Dos hogares                    | Nominado  |
| 2002 | Mejor actor cómico     | Cero en conducta               | Ganador   |
| 1994 | Mejor actor cómico     | Hasta que la muerte nos separe | Nominado  |
| 1993 | Mejor actor cómico     | Dr. Cándido Pérez              | Ganador   |
| 1991 | Mejor actor cómico     | Dr. Cándido Pérez              | Nominado  |
| 1990 | Mejor actor cómico     | Los comediantes                | Ganador   |
| 1989 | Mejor actor cómico     | Dr. Cándido Pérez              | Ganador   |
| 1988 | Mejor actor cómico     | Dr. Cándido Pérez              | Ganador   |

### Como productor
| Año  | Categoría                 | Programa/Serie                 | Resultado |
| ---- | ------------------------- | ------------------------------ | --------- |
| 1994 | Mejor programa de comedia | Hasta que la muerte nos separe | Nominado  |
| 1991 | Mejor programa cómico     | Dr. Cándido Pérez              | Nominado  |
| 1989 | Mejor programa cómico     | Dr. Cándido Pérez              | Ganador   |
| 1988 | Mejor programa cómico     | Dr. Cándido Pérez              | Ganador   |

### Agrupación de Críticos y Periodistas de Teatro (ACPT)
| Año  | Categoría   | Trabajo nominado             | Resultado |
| ---- | ----------- | ---------------------------- | --------- |
| 2014 | Trayectoria | Dama de la Victoria de Plata | Ganador   |

### Agrupación de Periodistas Teatrales (APT)
| Año  | Categoría                    | Obra de teatro      | Resultado |
| ---- | ---------------------------- | ------------------- | --------- |
| 2014 | Remontaje del Año en Comedia | Una familia de diez | Ganador   |

### Premios Calendario de Oro 2007
| Categoría           | Persona                | Resultado |
| ------------------- | ---------------------- | --------- |
| Comediante de Siglo | Jorge Ortiz del Pinedo | Ganador   |

### Premios Eres 1993
| Categoría             | Obra de teatro                 | Resultado |
| --------------------- | ------------------------------ | --------- |
| Mejor actor de teatro | Que no se entere el presidente | Ganador   |

### Míster Amigo
En el 2002, fue nombrado Míster Amigo, en los Estados Unidos.